# بول فون ليتو فوربيك
بول فون ليتو فوربيك (بالألمانية: Paul von Lettow-Vorbeck) ‏ (20 مارس 1870 – 9 مارس 1964) كان جنرالًا في الجيش الإمبراطوري الألماني.
لعب دور كبير عند إندلاع الحرب العالمية الأولى ضد قوات الحلفاء اثناء حملة شرق أفريقيا الألماني حيث اشتهر بإسلوبه المميز في حرب العصابات إذ تمكن من أسر أعداد هائلة من قوات الحلفاء بقوة لا تتخطى 20 الف مقاتل و ضل بلا هزيمة طيلة سنوات حرب حتى وصلته انباء استسلام ألمانيا الموقع بتاريخ الحادي عشر من نوفمبر 1918 بعد ثلاثة أيام من صدوره. 
محادثته مع هتلر
كان فوربيك يمثل احدى وجوه البروسية البارزة عند صعود الحزب النازي للسلطة و على رئسهم ادولف هتلر كانت من أولى إهتماماته هو ضم ما يعرف بأسد أفريقيا إلى جانبه. عرض عليه هتلر شخصيًا منصب سفير لدى البلاط الملكي في إنجلترا في عام 1935. وهو الأمر الذي لم يرفضه فوربيك فحسب، بل فعل ذلك باستخدام لغة مسيئة بشكل واضح.
وحتى مع تحديه، لم يتمكن الحزب النازي من فعل الكثير ضد مثل هذا الرمز المحبوب والمشهور على مستوى العالم.  حتى أنه حصل على رتبة جنرال، على الرغم من أنه لم يُطلب منه العودة إلى الخدمة العسكرية مطلقًا.

## روابط خارجية
- بول فون ليتو فوربيك على موقع الموسوعة البريطانية (الإنجليزية)
- بول فون ليتو فوربيك على موقع مونزينجر (الألمانية)